# Skałowron
Skałowron (Corcorax melanorhamphos) – gatunek średniej wielkości ptaka z rodziny skałowronów (Corcoracidae). Jest endemitem wschodniej i południowo-wschodniej Australii. Nie jest zagrożony. Jego zasięg występowania jest szacowany na około 1 980 000 km².

## Systematyka
Jedyny przedstawiciel rodzaju Corcorax. Wyróżniono dwa podgatunki C. melanorhamphos:
- C. melanorhamphos melanorhamphos – wschodnia i południowa-wschodnia Australia.
- C. melanorhamphos whiteae – południowa i południowo-wschodnia Australia Południowa.

## Morfologia
CharakterystykaRozmiarami mieści się pomiędzy kawką a krukiem. Nie występuje dymorfizm płciowy. Dosyć długi, zagięty szary dziób. Czerwone oczy nie występują u ptaków młodych. Poza tym cały czarny, ale opalizujący. Na skrzydłach biały pas złożony z plam na lotkach, trochę jak u sroki. Grube, mocne nogi.
Wymiary
- długość ciała: 43–47 cm
- rozpiętość skrzydeł: 76 cm
- masa ciała: 312 g

## Ekologia i zachowanie

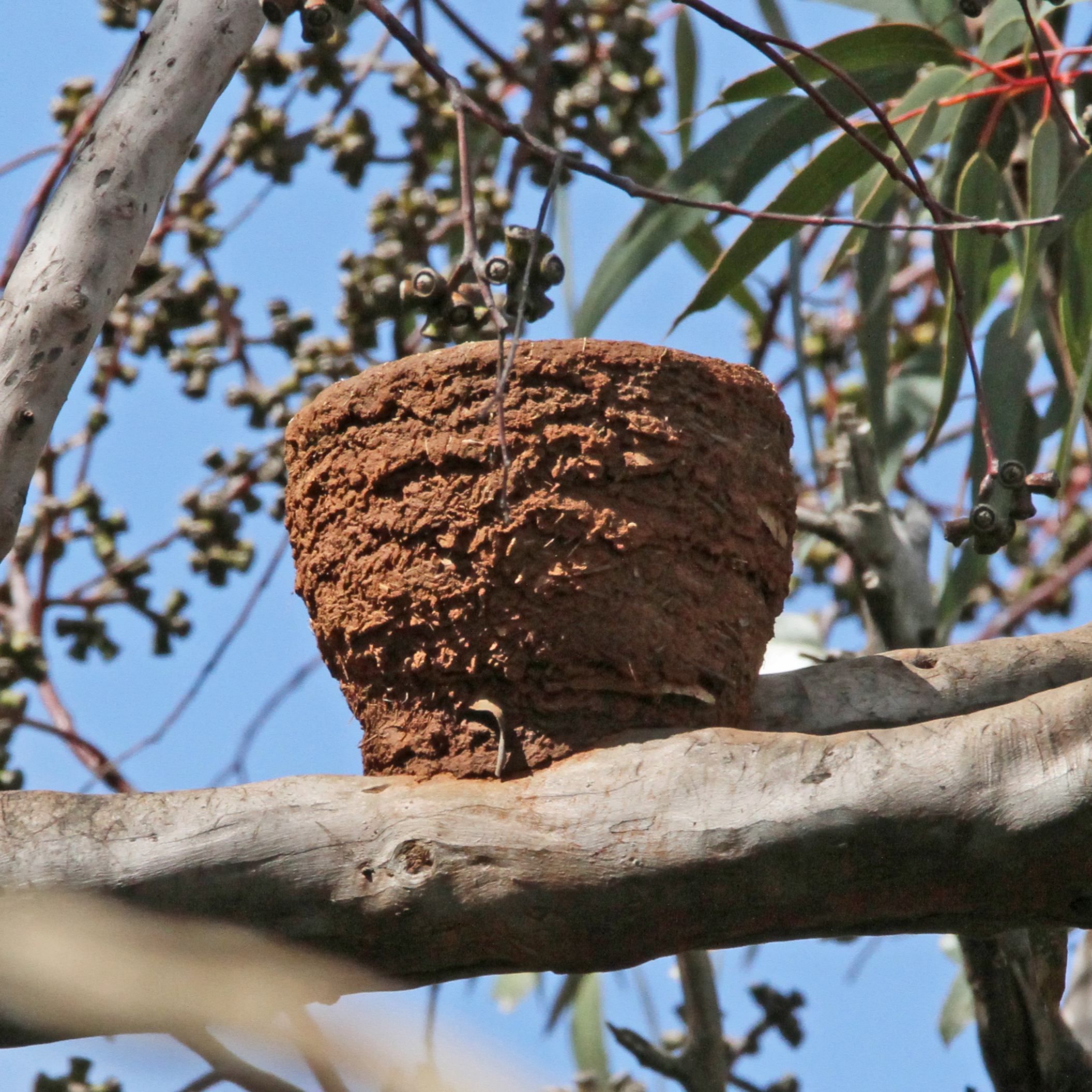
Gniazdo

BiotopSuche zadrzewienia oraz zarośla.
ZachowaniePomimo iż żeruje na ziemi, dobrze lata. Jest towarzyski i żyje w grupach 5–10 osobników.
GłosAlarmuje serią opadających gwizdów, ostre zgrzyty. Nie ma piosenki.
PożywienieGłównie bezkręgowce i małe ilości drobnych kręgowców. Zimą zjada nasiona.
LęgiGniazduje kooperatywnie. Gniazdo z błota ma kształt miseczki i mieści się na poziomej gałęzi drzewa. Opiekuje się nim grupa ptaków, więcej niż jedna samica może składać jaja. Jedna składa ich 3–5. Wysiadywanie trwa 19 dni. Młode potrafią latać po 25 dniach. Wyprowadza 1 lęg, bardzo rzadko 2.

## Status
IUCN uznaje skałowrona za gatunek najmniejszej troski (LC – Least Concern) nieprzerwanie od 1988 roku. Liczebność populacji nie została oszacowana, ale ptak ten opisywany jest jako pospolity. Trend liczebności populacji uznawany jest za stabilny.